# Ауд Хеверле Льовен
„ОД-Хаверле Льовен“ (на нидерландски: Oud-Heverlee Leuven) известен повече като Льовен, е футболен клуб от град Льовен, провинция Фламандски Брабант, Белгия.
Основан е през 2002 г. след сливането на „Стад Льовен“, „Даринг Клуб Льовен“ и „Зварте Дьойвелс Од-Хаверле“. Това е най-успешният белгийски футболен отбор в Европа (с 5 трофеи). Домакинските си мачове играе на стадион Ден Дрееф в Льовен с капацитет 10 200 зрители. През 2010/11 дебютира в Белгийската Про Лига – най-високото ниво на белгийския футбол, където играе и до днес.

## Успехи
Белгийска Про Лига
- 10-то (3): 2012/13, 2022/23, 2023/24

Втора дивизия
- Шампион (1): 2010/11

Дерде Классе (3 ниво)
- Победител в плейоф (1): 2004/05

## Български футболисти
- Иван Бандаловски: 2013/14 - (31 мача - 0 гола)
- Кристиян Малинов: 2020/23 - (66 мача - 2 гола)